# Obeidia semifumosa
Obeidia semifumosa är en fjärilsart som beskrevs av Louis Beethoven Prout 1925. Obeidia semifumosa ingår i släktet Obeidia och familjen mätare. Inga underarter finns listade i Catalogue of Life.